# Llibertinatge
El libertinatge o el moviment dels llibertins va ser un moviment filosòfic a Europa occidental des del final del segle xiii fins a la revolució francesa, del qual el tret bàsic era el «refús de tot autoritarisme, especialment eclesiàstic.»
«Adopten, sense massa unanimitat ni excessiu rigor intel·lectual, una actitud de racionalisme crític, materialisme i oposició a la intolerància religiosa, junt amb un sentit hedonista o epicuri de la vida.» En reacció contra la concepció antisexual i ascètica de les religions cristianes preconitzen una liberalització del goig, que sigui sexual o altre, entre adults consentidors, per a la primera vegada des de l'ocàs de l'imperi romà. Els llibertins francesos inscriuen en un moviment filosòfic que té els seus arrels a la fisofia antiga (Epicur, Lucreci…) que refusen el dualisme o la immortalitat de l'ànima postulada per Plató i integrada als primers segles per Pau de Tars i els pares de l'Església en la doctrina cristiana. Els llibertins desdenyen especulacions transcendents i apliquen un sensualisme filosòfic que accepta un coneixement quan està fundat en observacions i en la raó. Són precursors de la il·lustració, del positivisme i del neopositivisme.
Els llibertins van ser perseguits tant pels catòlics com pels protestants. En texts ancians, la paraula llibertí és utilitzada com a sinònim d'heretgia. Per contrapropaganda eclesiàstica, la paraula va prendre en certs contexts una connotació negatiua de llicenciós en els costums o de lliurepensador que refusa els dogmes del catolicisme. Per a Joan Fuster i Ortells el llibertinatge és una «salvació del cos», una màxima reducció del dolor i la màxima promoció del plaer. Friedrich Nietzsche va ser un dels oposants majors a la moral ascètica i del combat eclesiàstic contra el llibertinatge. Considera que l'antillibertinatge i l'ideal ascètic ha actuat contra la salut de l'home.